# Acanthocoleus madagascariensis
Acanthocoleus madagascariensis là một loài Rêu trong họ Lejeuneaceae. Loài này được (Stephani) Kruijt mô tả khoa học đầu tiên năm 1988.